# Маллин, Гарри
Генри Уильям Маллин, более известный как Гарри Маллин (англ. Henry William "Harry" Mallin; 1 июня 1892, Шордитч, Лондон, Великобритания — 8 ноября 1969, Лондон, Великобритания) — британский боксёр, чемпион Олимпийских игр в Антверпене (1920) и Париже (1924) в среднем весе.

## Спортивная карьера
Был чемпионом Великобритании с 1919 по 1923 годы.

Принял участие в Олимпийских играх в Антверпене (1920), где завоевал золотую медаль.

В среднем весе в турнире участвовало 17 человек. Допускалось участие двух представителей от каждой страны.
Результаты на Олимпийских играх 1920 (вес до 72,57 кг):

Победил Джозефа Крэнстона (США) по очкам

Победил Самюэля Лагония (США) дисквалификацией во 2-м раунде

Победил Мо Херцковичa (Канада) по очкам

Победил Жоржа «Арт» Прюдомма (Канада) по очкам
Спустя четыре года вновь принял участие в Олимпийских играх в Париже (1924), где сумел повторить свой успех и впервые стать олимпийским чемпионом по боксу на двух Олимпиадах.

В среднем весе в турнире участвовало 23 человека. Как и 4 года назад допускалось участие двух представителей от каждой страны.
Результаты на Олимпийских играх 1924 (вес до 72,57 кг):

Победил Трюгве Стокштада (Норвегия) по очкам

Победил Эриха Зиберта (Швейцария) по очкам

Победил Роже Бруссэ (Франция) дисквалификацией после боя

Победил Жозефa Бекенa (Бельгия) по очкам

Победил Джона Эллиотта (Великобритания) по очкам
По ходу турнира Гарри Маллин едва не лишился шансов на победу. По окончании его четвертьфинального боя с французским боксёром Бруссэ судьи собирались объявить победу француза. Но прежде чем было объявлено решение Маллин указал судьям на многочисленные укусы на руках и груди, показывая следы зубов своего противника в обоснование своей жалобы. Нужно учитывать, что в то время рефери на ринге не присутствовал. Ни Маллин, ни британские руководители команды не протестовали официально, но когда судьи всё-таки объявили победу Бруссэ с разногласием мнений 2-1, шведские чиновники Международной ассоциации любительского бокса (АИБА) подали официальную жалобу. При рассмотрении протеста были учтены и показания другого боксера, также заявившего об укусах от Бруссэ во время их боя. После долгих и жарких дискуссий было объявлено, что Бруссэ дисквалифицирован и победа присуждена Гарри Маллину.
По окончании карьеры спортсмена Гарри Маллин был тренером боксерских олимпийских команд Великобритании на Олимпийских играх в Берлине (1936) и Хельсинки (1952).

Его младший брат Фред Маллин позже также был пятикратным чемпионом Великобритании по боксу в среднем весе, участвовал в Олимпийских играх 1928 года, заняв там 4-е место.
В течение 92 лет Гарри Маллин оставался единственным британским боксёром-двукратным олимпийским чемпионом, пока его результат не повторила англичанка Никола Адамс на Олимпийских играх 2016 года в Рио-де-Жанейро.